# Шенгелия, Карло Леонтьевич
Карло Леонтьевич Шенгелия (07.06.1937 — 25.09.2007) — советский и российский тренер по велоспорту. За выдающиеся достижения удостоен почётных званий: Заслуженный тренер СССР, Заслуженный тренер Казахской ССР, Заслуженный тренер Грузинской ССР, Заслуженный работник физической культуры Российской Федерации, Заслуженный тренер России.

## Биография

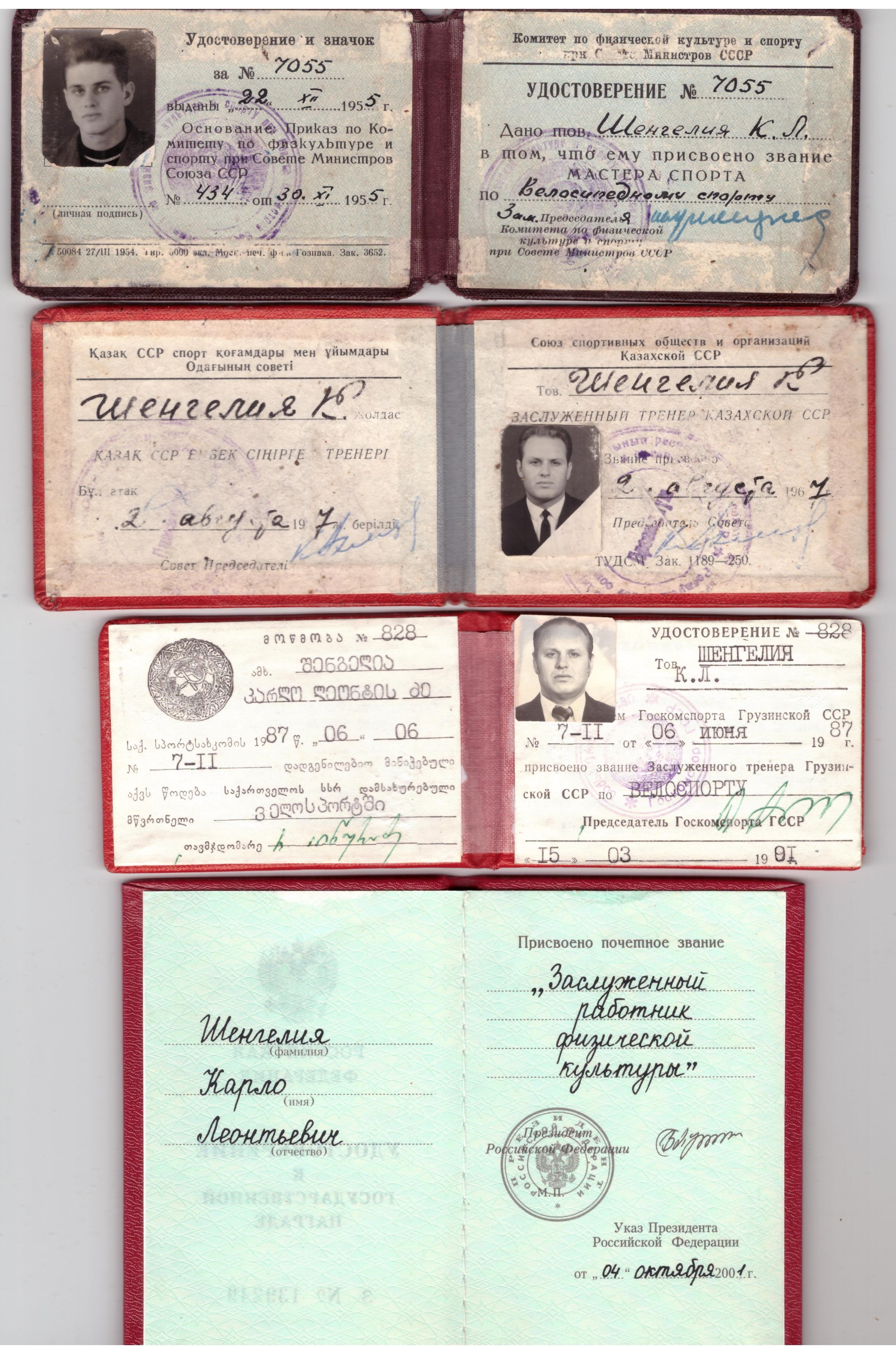

Родился 1937 году в городе Гали Абхазской АССР в мегрельской семье. Немного позже семья переехала в город Сухуми,  Отец - Шенгелия Леонтий Иванович был главным редактором газеты Сабчота Абхазети (Советская Абхазия), мать - Чкадуа Тамара Тагуевна и три младших брата - Лютер, Вахтанг и Слава.  В Сухуми Карло увлекся велоспортом, в 16 лет переехал в г. Тбилиси, выигрывал и становился призером на множестве  республиканских и всесоюзных соревнованиях, был капитаном команды  Динамо.
- В 1955 стал[2] чемпионом СССР и получил звание Мастера спорта СССР.  Будучи еще молодым велогонщиком в возрасте 21г.  стал заниматься тренерской работой в тбилисской школе-интернате клуба Динамо, совмещая поначалу одно с другим. В 1964  женился на  Светлане, студентке Тбилисского института иностранных языков.

- В 1965  по приглашению Спорткомитета Казахской ССР переехал работать в г. Алма-Ата на должность главного тренера  Казахской ССР по велоспорту.[3]
- В 1981 Карло с семьей переехал в Москву работать в Центральном Совете Динамо  и  с 1982 по 1985  работал в должности главного тренера сборной команды СССР по велоспорту на треке.[4]
- С 1986 по 1990 работал в должности главного тренера Грузинской ССР по велоспорту и директора велотрека в Тбилиси.
- С 1995 по 2001 работал в должности главного тренера сборной команды России по велоспорту на треке.[5]

Воспитал целую плеяду выдающихся спортсменов-велогонщиков, среди них заслуженные мастера спорта - первый советский чемпион мира в спринте (1965) О. Пхакадзе ; двукратный чемпион мира в командной гонке преследования (1965, 1967) М. Колюшев; первый советский чемпион мира в индивидуальной гонке преследования на треке (1979) Н. Макаров и многие другие.

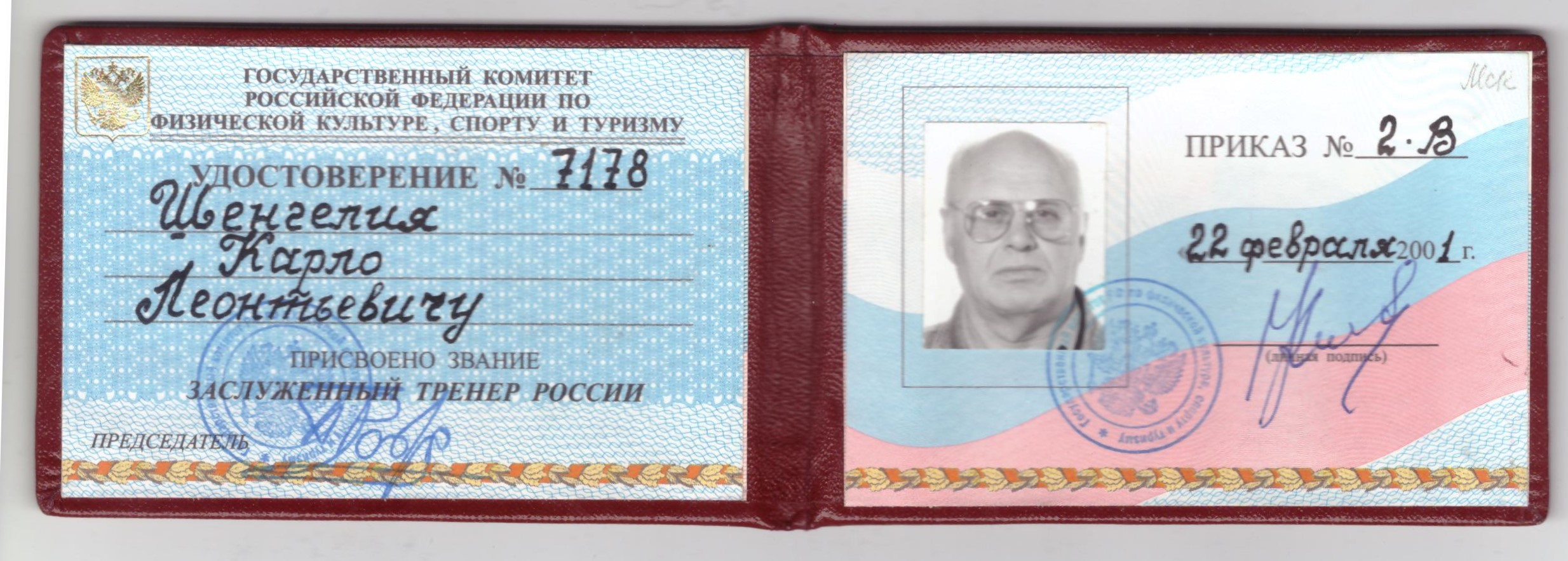